# Insulasaurus victoria
Insulasaurus victoria — вид сцинкоподібних ящірок родини сцинкових (Scincidae). Ендемік Філіппін.

## Опис
Insulasaurus victoria — сцинки середнього розміру, довжина яких (без врахування хвоста) становить 46 мм.

## Поширення і екологія
Insulasaurus victoria мешкають в горах на острові Палаван, зокрема на схилах гір Вікторія-Анепахан, Іраван і Манталінгахан. Вони живуть у вологих гірських тропічних лісах, на берегах струмків, в лісовій підстилці. Зустрічаються на висоті до 300 до 900 м над рівнем моря.